# 奧地利的阿德爾海德
奧地利的阿德爾海德（德語：Adelheid von Habsburg-Lothringen，1914年1月3日—1971年10月2日），奧地利末代皇帝卡爾一世的長女。
1918年，奧匈帝國於一戰中戰敗，卡爾一世被迫退位。阿德爾海德和家人先後移居瑞士、馬德拉群島，1933年回到奧地利。第二次世界大戰期間，阿德爾海德和家人前往美國避難，戰後再次回到歐洲。
阿德爾海德於1971年去世，享年57歲。